# 梅多瓦
49°32′47″N 25°12′40″E / 49.54639°N 25.21111°E
梅多瓦（烏克蘭語：Медова），是烏克蘭的村落，位於該國西部捷爾諾波爾州，由捷尔诺波尔区負責管轄，始建於1503年，面積0.2平方公里，2001年人口372，人口密度每平方公里1,823.5人。